# Psilocibin
Psilocibin psihodelični je alkaloid iz grupe triptamina. Pronađen je u psilocibinskim gljivama te je prisutan u mnogim gljivama roda Psilocybe kao što je Psilocybe cubensis i Psilocybe semilanceata, no pronađen je i u gljivama drugih rodova. Gljive u kojima se nalazi psilocibin nazivaju se i čarobne gljive. Intenzitet i trajanje utjecaja psilocibin gljiva ovisi o vrsti gljive, dozi, individualnoj psihologiji i najviše o set i settingu.

## Kemija
Psilocibin se u tijelu pretvara u farmakološki aktivni spoj psilocin defosforizacijom. Ova kemijska reakcija se događa u bazičnim uvjetima ili uz pomoć enzima fosfotaze. Psilocibin je inače i "Zwitterion" alkaloid topljiv u vodi, srednje topljiv u metanolu i etanolu i netopljiv u većini organskih otapala.
Švicarski kemičar Albert Hofmann (inače otkrivač lisergične dietilamidne kiseline) prvi je prepoznao važnost i kemijsku strukturu psilocibina i psilocina. Hofmann je dobrovoljno na sebi iskušao svojstva psilocibina.

## Biologija
Psilocibin se prirodno javlja u visokim koncentracijama kod gljiva roda Psilocybe i Panaeolus, ali je pronađen u malim dozama u mnogih gljiva reda Agaricales. 
Mnoge halucinogene gljive osim psilocibina sadrže i male količine njegovih analoga bacistin i norbacistin.
Mnoge psilocibin gljive poplave na prerezu ili kada su oštećene zbog oksidacije aktivnih spojeva, ali ipak to nije metoda za utvrđivanje gljive.

## Farmakologija
Psilocibin se u tijelu brzo defosforizira u psilocin koja se onda ponaša kao selektivni agonist 5-HT2A serotoninskog receptora u mozgu gdje oponaša funkciju serotonina (5-HT). Psilocin je agonist za 5-HT1a i 5-HT2A/2C.

## Toksičnost
Toksičnost psilocibina je relativno mala, kada se uzme oralno kod zečeva LD50 iznosi otprilike 12,5 mg/kg. U štakora, oralno, LD50 je 280 mg/kg. Smrt od psilocibina u rekreacijskoj i medicinskoj uporabi nije poznata. 

## Zakonska regulativa
Vrsta je psihotropnih tvari. Uvršten je u Hrvatskoj na temelju Zakona o suzbijanju zlouporabe droga na Popis droga, psihotropnih tvari i biljaka iz kojih se može dobiti droga te tvari koje se mogu uporabiti za izradu droga, pod Popis droga i biljaka iz kojih se može dobiti droga, pod 2. Popis psihotropnih tvari i biljaka, Odjeljak 1 - Psihotropne tvari sukladno Popisu 1. Konvencije UN-a o psihotropnim tvarima iz 1971. godine. Kemijsko ime je 3-[2-(dimetilamino)etil]indol-4-il-dihidrogenfosfat.